# Västra Tjärnåstjärnen
Västra Tjärnåstjärnen är en sjö i Sundsvalls kommun i Medelpad och ingår i Ljungans huvudavrinningsområde. Sjön är 10,6 meter djup, har en yta på 0,014 kvadratkilometer och befinner sig 250 meter över havet.